# Territoire sous tutelle des Samoa occidentales
1914–1962
(1914-1962)
Entités précédentes :
- Samoa allemandes

Entités suivantes :
- Samoa

Le mandat des Samoa occidentales, puis le territoire sous tutelle des Samoa occidentales, officiellement le territoire des Samoa occidentales, était le nom des Samoa pendant leur administration civile par la Nouvelle-Zélande entre 1920 et l'indépendance des Samoa en 1962. Six ans plus tôt, les Samoa allemandes avaient été capturées par les Britanniques peu après le début de la Première Guerre mondiale, mais elles ne seront officiellement annexées par l'Empire britannique qu'à cette date. 

## Histoire

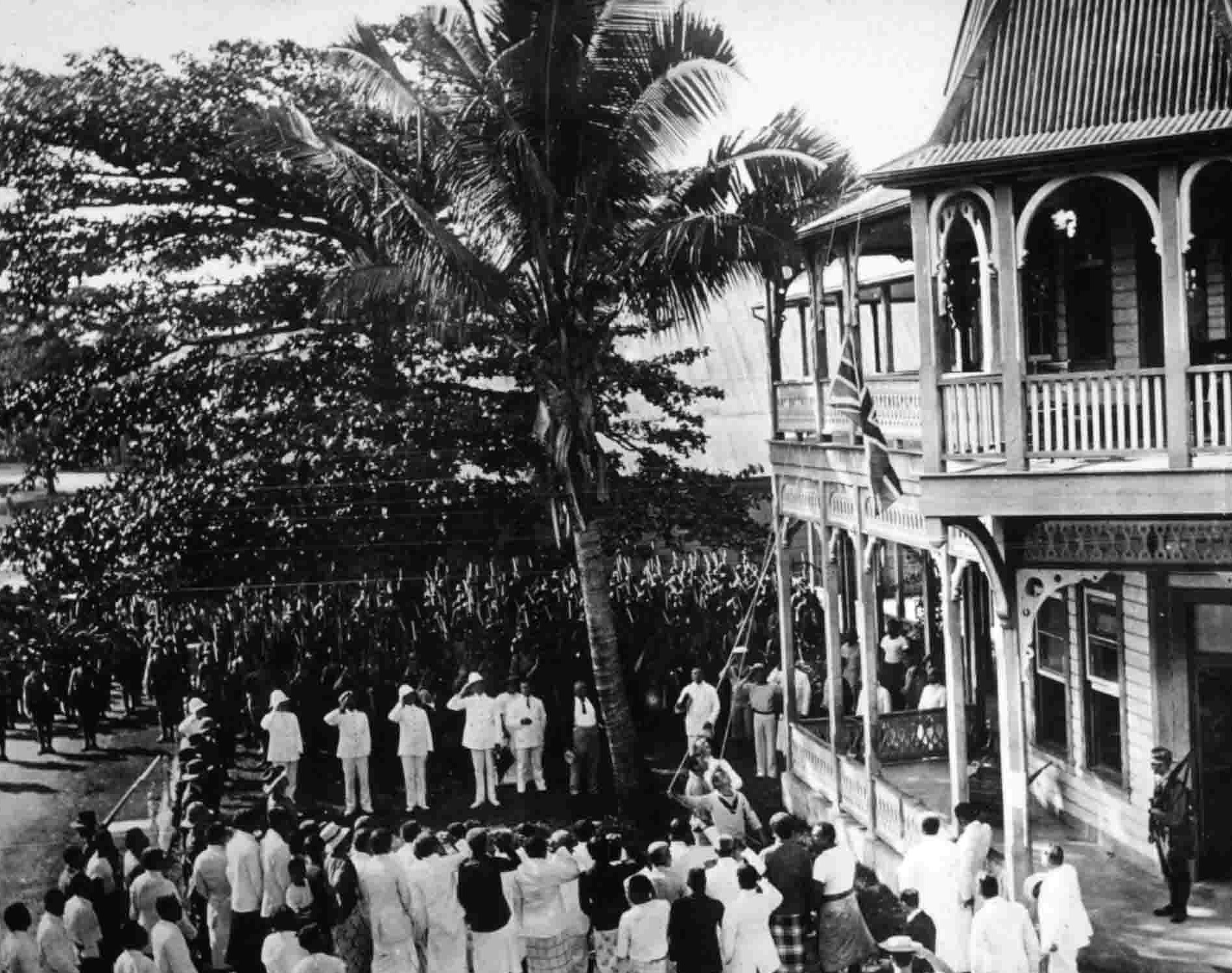
Le drapeau du Royaume-Uni hissé à Apia, le 30 août 1914.

Au début de la Première Guerre mondiale, les Samoa allemandes étaient une colonie allemande. Le 7 août 1914, le gouvernement britannique a indiqué à la Nouvelle-Zélande (qui était à l'époque un dominion britannique) que la saisie d'une station radio près d'Apia, la capitale de la colonie, utilisée par l'escadron allemand d'Asie de l'Est, serait un "service impérial important et urgent". Cette déclaration a été suivie de la première action de la Nouvelle-Zélande dans la guerre, l'envoi d'une force expéditionnaire samoane le 15 août, qui a débarqué à Apia deux semaines plus tard. Bien que l'Allemagne ait refusé de céder officiellement les colonies, aucune résistance n'a été opposée et l'occupation s'est déroulée sans aucun combat. Bien que l'on ait prétendu que les Samoa allemandes étaient le premier territoire ennemi à tomber aux mains des forces impériales, la première prise d'une colonie allemande avait eu lieu quatre jours plus tôt, lorsque le Togoland avait été capturé dans le cadre du théâtre africain de la Première Guerre mondiale.
Le colonel Robert Logan, qui avait commandé le corps expéditionnaire samoan, est l'administrateur militaire de la colonie pour le reste de la guerre. En 1918, Samoa compte environ 38 000 Samoans et 1 500 Européens. Environ un cinquième de la population meurt dans l'épidémie de grippe de 1918-1919. En 1919, la Commission royale d'enquête sur l'épidémie a conclu qu'il n'y avait pas eu d'épidémie de grippe pneumonique dans les Samoa occidentales avant l'arrivée du SS Talune en provenance d'Auckland le 7 novembre 1918, qui a été autorisé à accoster par Logan sans précautions de quarantaine. Dans les sept jours suivant l'arrivée de ce navire, la grippe était devenue épidémique à Upolu et s'était ensuite propagée rapidement sur tout le territoire.

### Mandat
Le 17 décembre 1920, la Société des Nations a officiellement conféré un mandat de classe C sur l'ancienne colonie allemande de Samoa au Dominion de Nouvelle-Zélande,. Le mandat était soutenu par le Samoa Constitution Order, 1920, qui avait remplacé l'occupation militaire par une administration civile le 1er mai 1920. Le 1er avril 1922, le Samoa Act 1921 est entré en vigueur.
En vertu de la loi sur les Samoa, le gouverneur général de la Nouvelle-Zélande a nommé un administrateur basé à Apia pour détenir le pouvoir exécutif et rendre compte au ministre néo-zélandais des Affaires extérieures à Wellington ; le pouvoir législatif était détenu par l'administrateur et un conseil législatif local, bien que Wellington ait l'autorité finale. Les administrateurs néo-zélandais ont réprimé la liberté des médias, la liberté d'association et la liberté d'expression aux Samoa occidentales, et ont banni ceux qui critiquaient la domination de la Nouvelle-Zélande.
Après 1945, la classification du mandat a été modifiée pour devenir un territoire sous tutelle des Nations Unies.

### Des protestations des Mau à l'indépendance
Le Mau (qui se traduit par "opinion fortement défendue") était un mouvement populaire non violent qui a vu le jour au début des années 1900 (décennie) à Savai'i. Il a d'abord été dirigé par Lauaki Namulauulu Mamoe, un chef orateur déposé par l'administration allemande. Les années 1920 ont vu la résurgence des Mau en opposition à l'administration néo-zélandaise. L'un des leaders des Mau était Olaf Frederick Nelson, un marchand moitié Samoan et moitié Suédois. Nelson a été exilé par l'administration à la fin des années 1920 et au début des années 1930, mais il a continué à aider l'organisation financièrement et politiquement.
Le 28 décembre 1929, le chef nouvellement élu, le grand chef Tupua Tamasese Lealofi III, conduit ses camarades mau en uniforme dans une manifestation pacifique dans le centre-ville d'Apia, pour célébrer le retour d'exil d'Alfred Smyth, l'une des figures du Mau,,. La police néo-zélandaise tente d'arrêter le grand chef. Lorsqu'il a résisté, une lutte s'est engagée entre la police et les Mau. Les officiers ont commencé à tirer au hasard dans la foule et une mitrailleuse Lewis, montée en prévision de cette manifestation, a été utilisée pour disperser les Mau. Le chef Tamasese a été abattu par derrière et tué alors qu'il tentait de ramener le calme et l'ordre parmi les manifestants Mau, en criant "Paix, Samoa". Dix autres personnes sont mortes ce jour-là et environ cinquante ont été blessées par des coups de feu et des matraques de la police.
Ce jour-là sera connu à Samoa comme le samedi noir. Le Mau s'est développé, restant résolument non-violent, et s'est étendu pour inclure une branche féminine très influente. Après des efforts répétés de la part du peuple samoan, les Samoa occidentales obtiennent leur indépendance en 1962 et signent un traité d'amitié avec la Nouvelle-Zélande. Les Samoa ont été le premier pays du Pacifique à devenir indépendant.
En 2002, le premier ministre néo-zélandais Helen Clark, lors d'un voyage aux Samoa, a présenté des excuses officielles pour le rôle de la Nouvelle-Zélande dans ces deux incidents.